# Kabah
Kabah is een archeologische vindplaats in de Mexicaanse staat Yucatán. De stad is oorspronkelijk gebouwd door de Maya's.
Kabah ligt op 18 kilometer van Uxmal, waarmee het door middel van een sacbe was verbonden. De stad was bewoond sinds de 3e eeuw na Christus en bereikte haar hoogtepunt in de 8e eeuw. De laatste in Kabah gevonden inscriptie dateert uit 987, tevens een van de laatste Maya-inscripties. Na Uxmal was Kabah de grootste stad die in Puucstijl is opgetrokken, en geldt als een van de mooiste voorbeelden van die stijl. Het bekendste en grootste gebouw in Kabah is het Paleis van de Maskers (Codz Poop), waarvan de façade bestaat uit honderden afbeeldingen van de regengod Chaac.
De ruïnes van Kabah werden ontdekt door John Lloyd Stephens en Frederick Catherwood in 1843.